# Dworzec Moskiewski (Tuła)

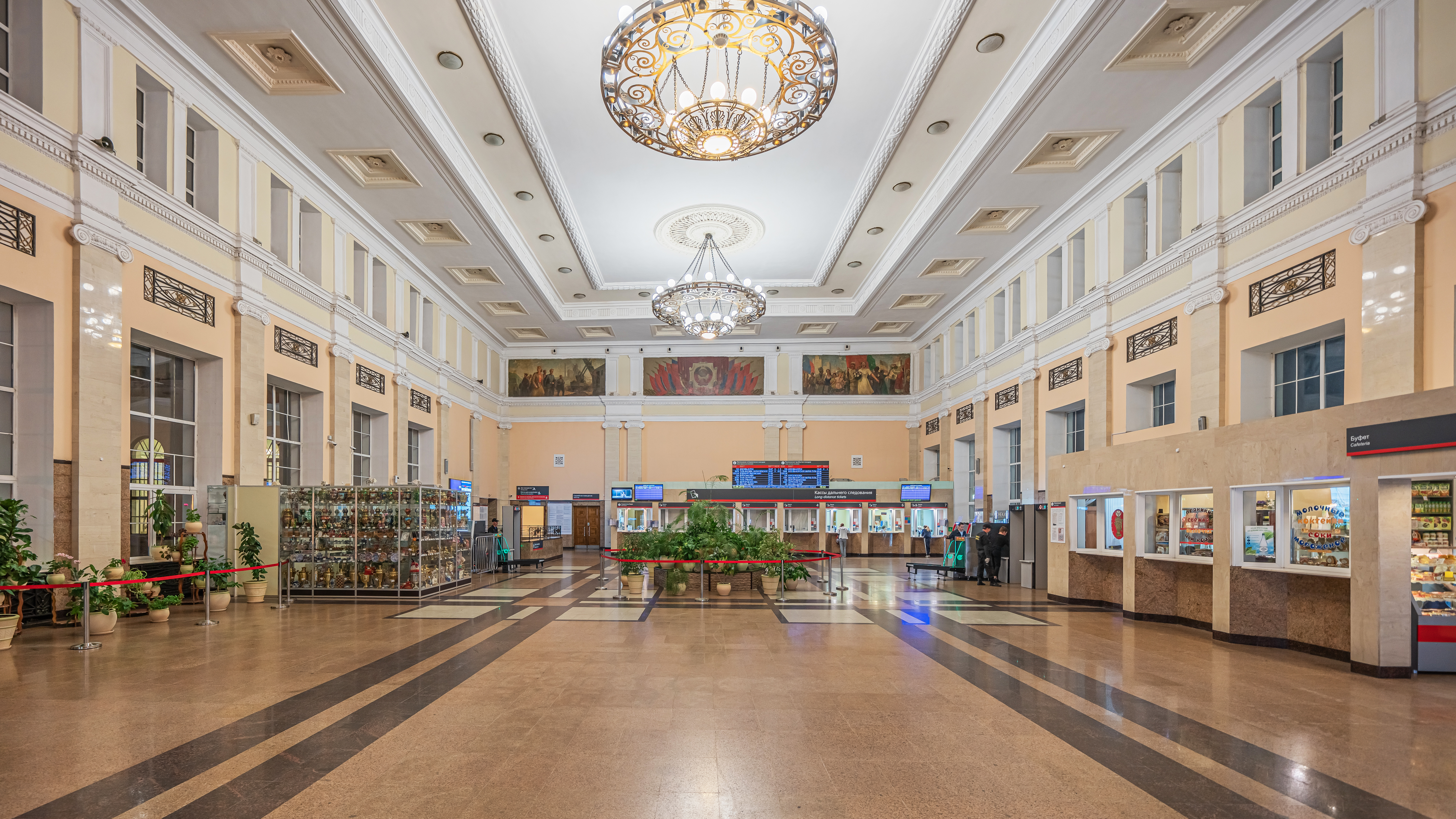
Wnętrze budynku stacji

Dworzec Moskiewski (ros: Моско́вский вокза́л), także Tuła-1 – stacja kolejowa w Tule, w obwodzie tulskim, w Rosji. Jest to największa stacja kolejowa w mieście i znajduje się na linii Moskwa – Orzeł.

## Opis
Stacja znajduje się na linii kolejowej Moskwa - Kursk, Wiaźma – Riażsk: w kierunku Kaługi I, Uzłowaja I (przez Tuła-Wieźiemska). Wcześniej istniała też kolejka wąskotorowa Tuła-Lichwin.
Tory odchodzą od stacji do fabryki maszyn Tuła, fabryki łańcuchów Tuła, cukrowni, cementowni, Zheldormash SA i do składu TCh-22 Tula.
Dziś na moskiewskim dworcu w Tule znajdują się kamery monitorujące, kasy wyposażone w nowoczesne domofony, punkt informacyjny, toalety, przechwolania bagażu, poczekalnie.

## Historia

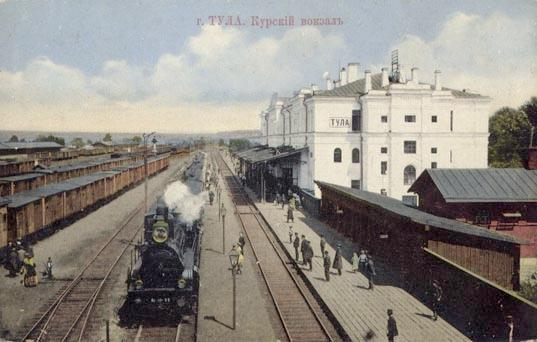
Budynek stacji w 1913 r

Pierwszy budynek stacji został zbudowany w 1867 roku jako drewniany. W tym samym roku do Tuły przyjechał pierwszy pociąg pasażerski z Moskwy, aw sierpniu 1868 roku uruchomiono ruch pasażerski do miasta Orzeł.
W latach 1869-1870 położono drugi tor i przydzielono stację pierwszej klasy, zgodnie z którą budynek dworca miał być murowany. Do 1868 roku powstał dwukondygnacyjny kamienny budynek z fasadą i wysokimi pół-owalnymi oknami, które wpuszczały dużo światła i nadawały bryle przewiewny wygląd oraz antresole w końcowych częściach. Dekoracja głównego wejścia była surowa i monumentalna. Centralna sala operacyjna oddzielała pokoje pasażerów klasy 1 i 2 od pokoi klasy 3.
Budynek posiadał również zaplecze usługowo-magazynowe. Dla pasażerów był bufet i restauracja. Dla oczekujących na pociąg wykonano markizy na peronie w pobliżu budynku stacji. W jasnym drewnianym pawilonie na lewo od budynku stacji znajdowała się przechowlania bagażu. Budynek dworca znajdował się w bliskim sąsiedztwie torów kolejowych. Dla wygody pasażerów zbudowano platformę z płytą postojową, z której pasażerowie wsiadali i wysiadali. Lokomotywownia stacji Tuła znajdowała się za budynkiem stacji. Została zaprojektowana dla 27 lokomotyw parowych i miała obrotnicę dla 21 lokomotyw parowych. W zajezdni w 1872 otwarto również warsztaty naprawy lokomotyw, której parterowy budynek znajdował się na obrzeżach stacji w pobliżu torów kolejowych od południa. Przetrwał do dziś. Znajdowało się tam również specjalne pomieszczenie na pobyt palaczy lokomotyw. Znajdował się niedaleko budynku stacji za lukiem bagażowym.
W 1913 roku do głównego budynku dobudowano nowy, usytuowany na lewo od niego, prostopadle do starego budynku. W latach 1953–1956 budynek dworca, który miał już wtedy nazwę Moskwa, został zrekonstruowany według projektu BD Siergiewa, KI Guriewa i RG Czelnokowa. W swojej starej części, zbudowanej w 1868 roku, stacja otrzymała potężny sześciokolumnowy portyk. Na gzymsie i attyku portyku wykonano płaskorzeźby i detale sztukatorskie. Wnętrze stacji otrzymało nowe wykończenie. W jego głównej sali, w górnej części ścian, wykonano duże malownicze obrazy na tematy bohaterskiej pracy i rekreacji narodu radzieckiego. W latach 70. XX wieku na prawo od budynku dworca głównego wzniesiono podmiejską kasę biletowo-bagażową, wykonano również przejścia podziemne z budynku dworca na perony pierwszego i drugiego toru. W latach 2004–2009 przeprowadzono ostatnią dużą przebudowę peronów i budynku dworca.

## Linie kolejowe
- Linia Moskwa – Orzeł
- Linia Wiaźma – Riażsk

## Ruch pasażerski
Na stacji zatrzymują się pociągi dalekobieżne z kierunkami do Baku, Biełgorodu, Wałujki, Władykaukaz, Dniepru, Krzemieńczuka, Krzywego Rogu, Kursk, Łgowa, Moskwy, Orła, Permu, Sankt Petersburga, Charkowa. Niektóre pociągi w Tule mają zmianę trakcji lokomotywy. Latem dodatkowe pociągi są również przydzielane do Anapy, Jejska, Noworosyjska, Rostowa nad Donem, Soczi. Wszyscy zatrzymują się na niskich platformach na zachód od stacji.
Stacja jest ostatecznym miejscem docelowym dla pociągów podmiejskich z Moskwy i Orła oraz pociągów podmiejskich na trakcji spalinowej (autobusy szynowe) do Kaługi, Uzłowaji i Urwanki. W przypadku pociągów spalinowych i elektrycznych do Moskwy na północ od stacji są dwie oddzielne wysokie perony z czterema ślepymi torami. W pobliżu ślepych uliczek znajduje się podmiejska kasa biletowa.

## Transport miejski

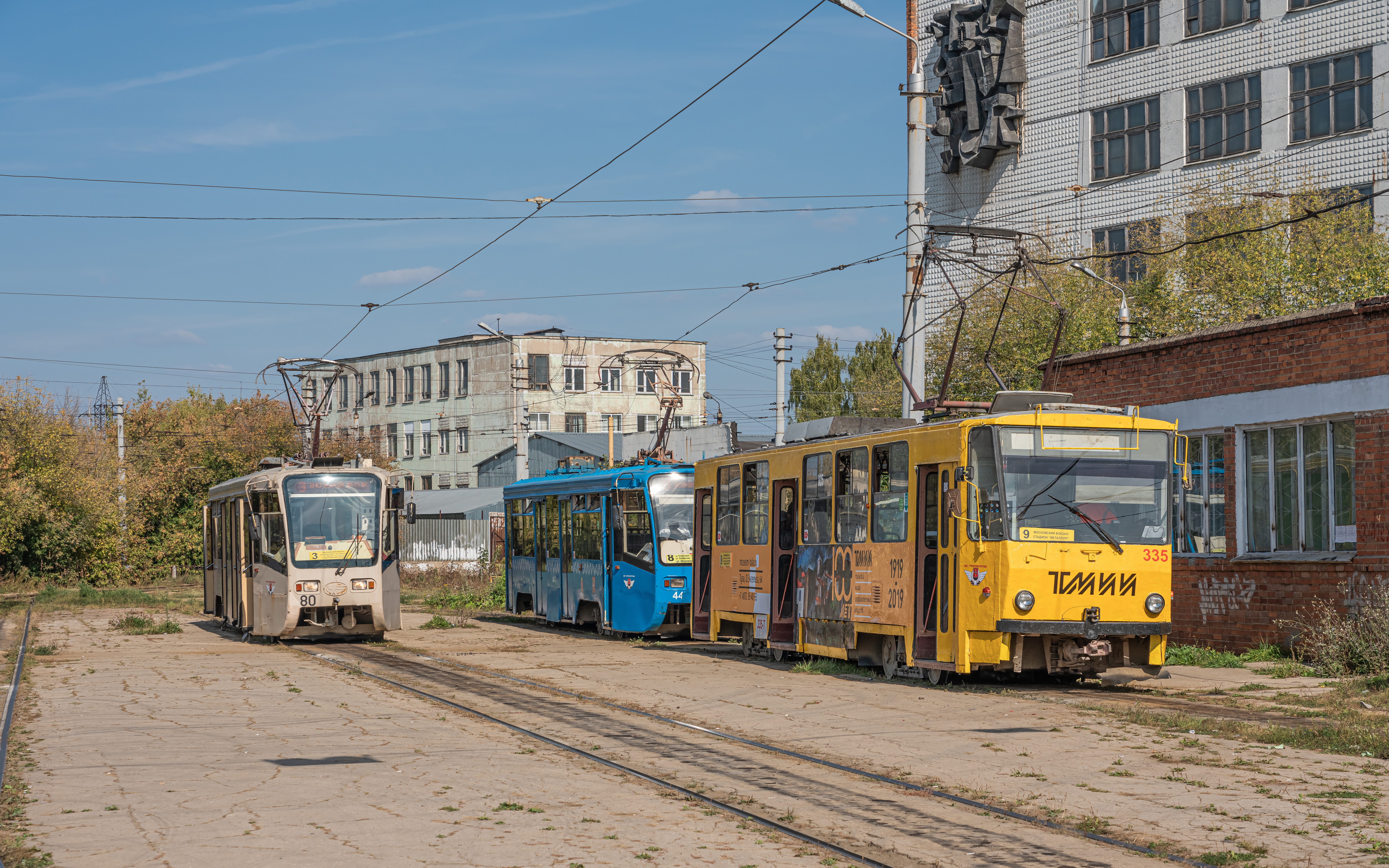
Tramwaje na ostatnim przystanku w pobliżu Dworca Moskiewskiego

W odległości krótkiego spaceru na północ od kas podmiejskich znajduje się przystanek tramwajowy Moskowskij Wokzał, obsługujący trasy 3 i 9. Do 2015 roku był połączony z bramą kolejową. Przed głównym budynkiem dworca, na Placu Moskiewskim Wokzala, znajduje się stacja trolejbusów liniowych „Wokzal Moskiewski” obsługująca linie 3, 5, 6, 7, 10, 11, 12. Autobusy 2, 13, 16, 26 przejść przez Plac Moskiewski Wokzala.36.